# Галоримско царство
Галоримско царство или просто Галско царство (лат. Imperium Galliarum) је модеран назив за северозападни део Римског царства (Галија, Британија и Хиспанија) који је од 260. до 273. године уживао независност од централне власти.
Настанак Галоримског царства био је један од последица кризе 3. века. Када су Персијанци заробили цара Валеријана после битке код Едесе 260. године, његов син Галијен је остао да се бори против узурпатора у подунавским провинцијама. Намесник германских провинција Постум је искористио ту прилику да се прогласи за цара уз подршку легија на Рајни. Након тога установио је царску резиденцију у Келну заједно са паралелним сенатом, двојицом годишње бираних конзула и сопственом преторијанском гардом.
Постум је убијен 269. од стране ривала Лелијана и након тога је за првобитно Галоримско царство почео период слабљења. Исте године Хиспанија је прихватила власт легитимног цара Клаудија II Готског. Најзад, Аурелијан је 273. однео победу над галоримском војском у бици код Шалона на Марни пре које је цар Тетрик I пребегао на непријатељску страну. 
Галоримско царство није представљало посебан државни ентитет, већ покушај локалне аристократије и административних и војних структура да организује одбрану од варварских напада и решавање других проблема без помоћи централних власти.

## Списак галоримских царева
- Постум (260-269)
  - Лелијан (узурпатор, 269)
- Марије (269)
- Викторин (269-270)
  - Домицијан (271?, узурпатор)
- Тетрик I (270-273)
  - Тетрик II (270-273, цезар)